# مطار زالنجي
مطار زالنجي هو مطار داخلي يخدم مدينة زالنجي في السودان.

## إحصائيات
عام 2014: عدد المسافرين على الخط الجوي الخرطوم - زالنجي هو 3452 مسافر.